# Elsie Leslie
Elsie Leslie, née le 14 août 1881 dans le New Jersey et morte le 31 octobre 1966 à New York, est une actrice américaine. Elle a été la première enfant star d'Amérique et la mieux rémunérée et la plus populaire des enfants stars de son époque.

## Vie et carrière
Son premier rôle, en 1884, a été celui de Little Meenie dans une production de Joseph Jefferson de Rip Van Winkle. En 1887, elle est reconnue comme une star avec sa performance dans Editha's Burglar, sur scène avec E. H. Sothern au Lyceum Theatre à New York, puis avec William Gillette en tournée. Sa célébrité augmente grâce à ses rôles dans Le Petit Lord Fauntleroy en 1888, et Le Prince et le Pauvre en 1890. Son portrait dans le rôle de Petit Lord Fauntleroy, peint par William Merritt Chase, est l'image la plus durable qui soit restée d'Elsie Leslie.
Leslie vit dans le monde privilégié du théâtre. Discutant avec tous et partout où elle va, ses amis ne sont alors pas seulement des adultes (pour la plupart), mais ils sont aussi parmi les plus talentueux du pays. Elle correspond avec de nombreux acteurs, actrices et hommes d'état. « J'aime écrire des lettres », dit-elle, « mais j'aime encore mieux recevoir des réponses ». Deux de ses correspondants sont deux jeunes filles proches de son âge : Eleanor Roosevelt et Helen Keller. Helen Keller et Leslie se sont rencontrées en 1890, alors que cette dernière est la vedette dans Le Prince et le Pauvre de Mark Twain. Les deux filles partagent une amitié avec le patron de Leslie, John Spaulding, qui les appelle ses « deux chéries ».
Après une pause dans sa carrière, Elsie Leslie revient à la scène en 1898 et joue notamment dans Les Rivaux, Le grillon du Foyer, La Mégère apprivoisée ou Disraeli avec George Arliss en 1911. Mais, après des années loin de la scène, elle ne parvient à pas retrouver la magie de son expérience de jeunesse. 
Elle épouse Jefferson Hiver, fils du critique dramatique William Hiver (en), mais ce mariage se termine par un divorce. Elle épouse ensuite Edwin J. Millikin en 1918. Elle et son mari voyagent à travers le monde avant de retourner s'installer à New York, où elle vit jusqu'à sa mort en 1966.

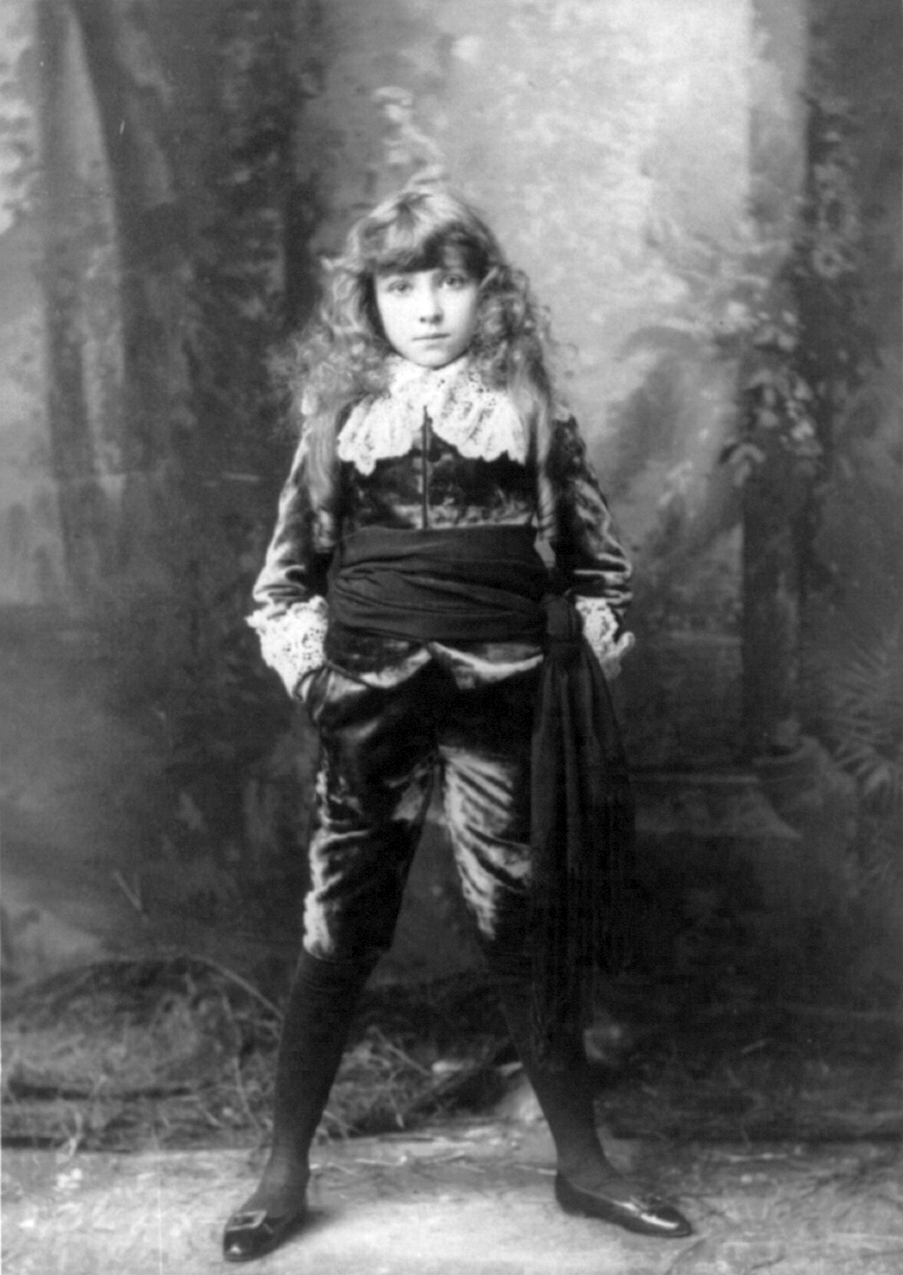
Elsie Leslie dans le rôle du Petit Lord Fauntleroy (1888), photographié par Napoléon Sarony.
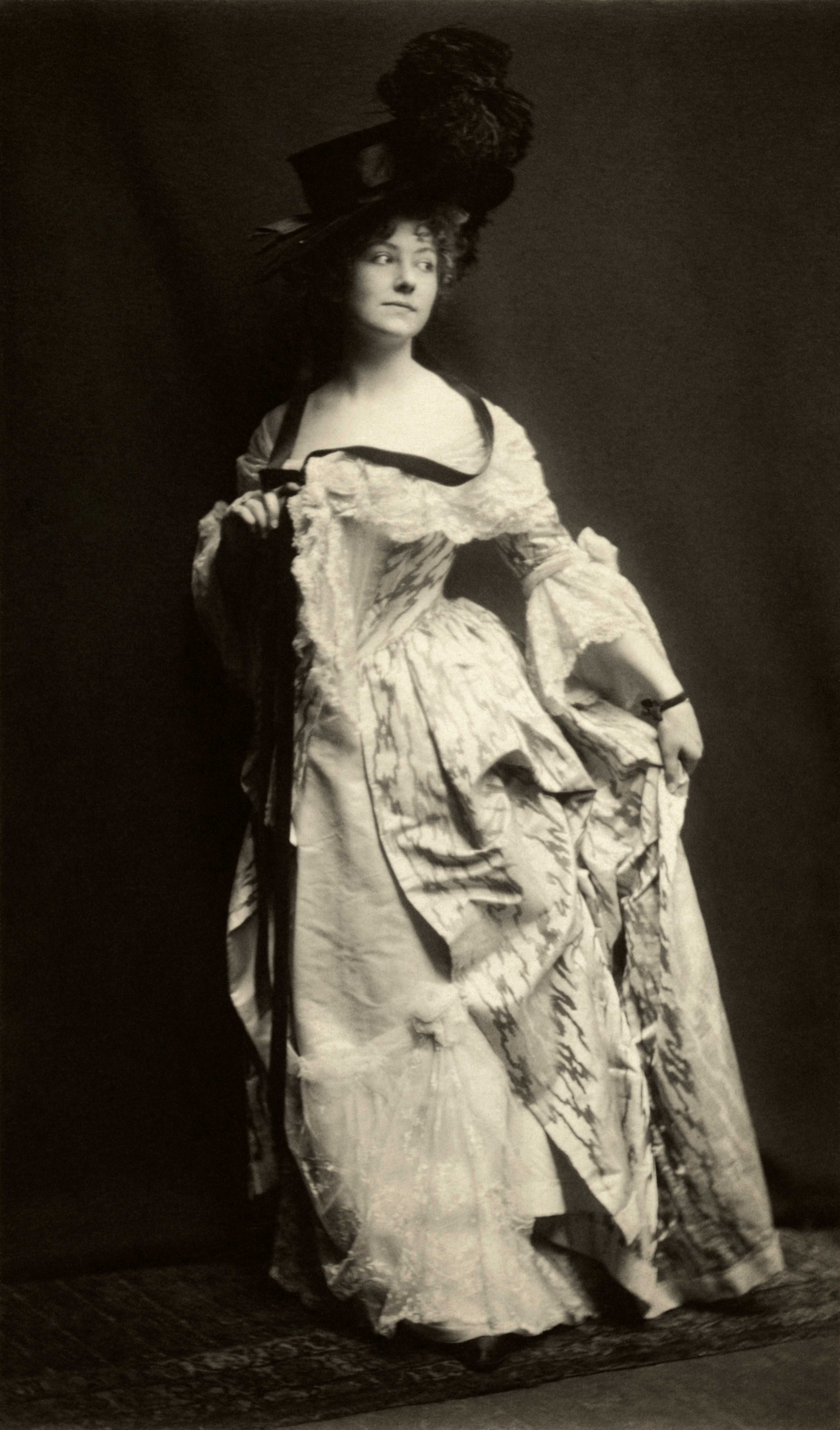
Elsie Leslie dans "Les Rivaux" en 1899, photographié par Zaida Ben Yusuf.